# Rue Vidal-de-la-Blache
La rue Vidal-de-la-Blache est une voie du 20e arrondissement de Paris, en France.

## Situation et accès
La rue Vidal-de-la-Blache est une voie publique située dans le 20e arrondissement de Paris. Elle débute au 74, boulevard Mortier et se termine au 25, rue Le Vau.

## Origine du nom

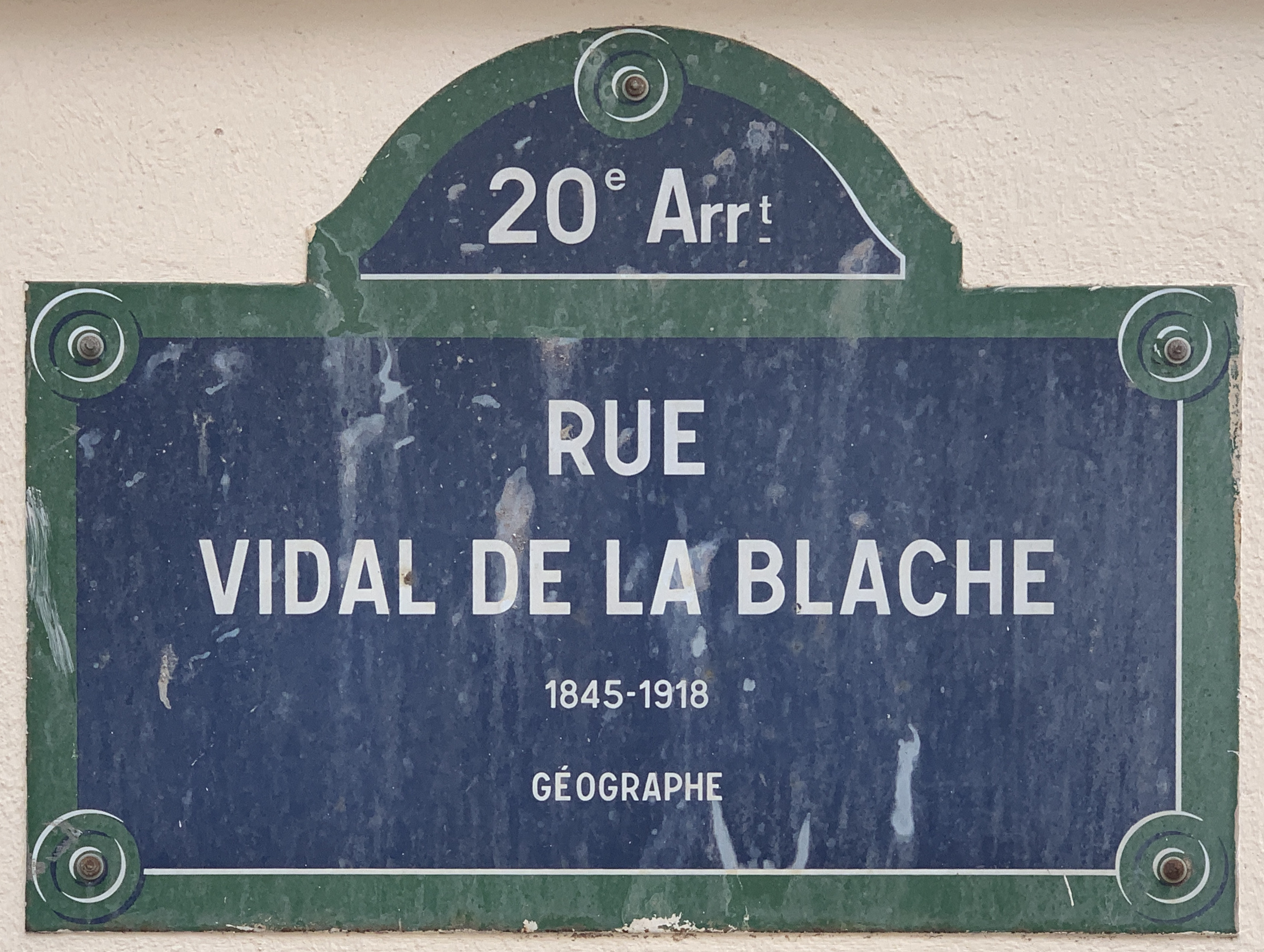
Plaque de la rue.

Cette rue porte le nom du géographe Paul Vidal de la Blache (1845-1918).

## Historique
Cette voie est ouverte sous sa dénomination actuelle par un arrêté du 11 février 1932, sur l'emplacement du bastion no 16 de l'enceinte de Thiers.